# Procés SHOP

El procés SHOP (de l'anglès Shell higher olefin process) que va ser utilitzat per la Royal Dutch Shell consisteix en oligomeritzar l'etilè per produir α-olefines de 8 a 18 carbonis, aquestes olefines són útils com a cadenes hidròfobes en la indústria dels detergents. El metall que s'utilitza és níquel, això pot semblar estrany pel fet que en la polimerització d'olefines s'utilitza un catalitzador d'alumini, però com que el niquel és més ric en electrons té menys afinitat pels electrons de l'etilè i és més difícil inserir una molècula d'etilè, això fa que pugui controlar la reacció per tenir la oligomerització i que no es produeixi una polimerització descontrolada.